# There You'll Be
There You'll Be is een nummer van de Amerikaanse zangeres Faith Hill uit 2001. Het is afkomstig van de soundtrack van de film Pearl Harbor. Tevens verscheen het als nieuw nummer op Hills verzamelalbum There You'll Be.
"There You'll Be" is een ballad die gaat over een verloren liefde. Het nummer werd in de eerste instantie aangeboden aan Céline Dion, maar die weigerde omdat ze niet nog een romantische ballad voor een filmsoundtrack op wou nemen, na My Heart Will Go On. Het nummer werd een wereldwijde hit. Het bereikte de 10e positie in de Amerikaanse Billboard Hot 100. In de Nederlandse Top 40 behaalde het de 5e positie, en in de Vlaamse Ultratop 50 de 2e.